# Odonteus alabamensis
Odonteus alabamensis es una especie de coleóptero de la familia Geotrupidae. Habita en América del Norte.